# Anodontoceras saigusai
Anodontoceras saigusai är en tvåvingeart som beskrevs av Junichi Yukawa 1967. Anodontoceras saigusai ingår i släktet Anodontoceras och familjen gallmyggor. Inga underarter finns listade i Catalogue of Life.